# 북부항공방면대
북부항공방면대(北部航空方面隊 호쿠부코쿠호멘타이[*], 영어: Northern Air Defense Force (NADF))는 항공자위대의 홋카이도와 기타토호쿠 지역 사령부이다.

## 개요
일본의 북부 영공을 담당하는 항공방면대로서, 냉전 시대에는 소련과 영공을 마주하고 있었고, 소련과의 우발적인 상황이나 전쟁에 가장 먼저 대응해야 하는 부대였다. 소련 공군과 소련 해군 항공대의 항공기에 대비하였고, 바르샤바 조약 기구가 붕괴한 후에는 러시아 공군과 러시아 해군 항공대 소속 항공기의 영공 침범 등에 대응하고 있다.

## 역사
1957년 7월 15일, 임시북부항공사령부 훈련대로 창설되었다.
1958년 8월 1일, 임시북부항공사령부 훈련대가 북부항공방면대로 재편성되고, 제2항공단과 북부항공경계관제군이 북부항공방면대로 전속하였다.
1961년 2월 1일, 북부항공시설대가 창설되었다. 7월 15일, 북부항공경계관제군이 단급 부대로 재편성되었다.
1970년 6월 30일, 제3고사군이 창설되었다.
1976년 10월 1일, 북부항공음악대가 창설되었다.
1978년 3월 31일, 제3항공단가 고마키 기지에서 미사와 기지로 건너가 북부항공방면대로 전속하였다.
1979년 3월 31일, 제6고사군이 창설되었다.

## 부대
- 제2항공단, 지토세 기지
- 제3항공단, 미사와 기지
- 북부항공경계관제단, 미사와 기지
- 제3고사군, 지토세 기지
- 제6고사군, 미사와 기지
- 북부항공시설대, 미사와 기지
  - 제1작업대
  - 제2작업대, 지토세 기지
  - 관리반
- 북부항공음악대, 미사와 기지

## 계보
- 1957년 7월 15일, 臨時北部航空司令部訓練隊→임시북부항공사령부 훈련대
- 1958년 8월 1일, 北部航空方面隊→북부항공방면대

## 참고
1. ↑  “音楽隊の歴史”. 《航空中央音楽隊》 (일본어). 2021년 1월 9일에 확인함.